# 亞斯納波利亞納 (若夫特涅維區)
47°4′4″N 32°9′28″E / 47.06778°N 32.15778°E
亞斯納波利亞納（烏克蘭語：Ясна Поляна），是烏克蘭南部的村莊，隸屬尼古拉耶夫州的尼古拉耶夫區。該村始建於1923年，面積12平方公里，海拔高度9米，2001年人口33，人口密度每平方公里2.75人。